# Bão In-fa (2021)
Bão In-fa (tên JTWC: 09W, tên Philippines: Fabian), là một xoáy thuận nhiệt đới phát triển ở Biển Philippines và là áp thấp nhiệt đới thứ chín của Mùa bão Tây Bắc Thái Bình Dương 2021, hệ thống được JTWC ghi nhận lần đầu tiên là một vùng áp thấp, nằm ở phía đông Philippines vào ngày 14 tháng 7. Điều kiện thuận lợi giúp bão mạnh lên, trở thành áp thấp nhiệt đới, hai ngày sau đó. và một cơn bão nhiệt đới vào ngày 17 tháng 7, được đặt tên là In-fa bởi JMA. Nằm trong môi trường một tuần, hệ thống phải vật lộn để tổ chức trong điều kiện không khí khô và gió cắt vừa phải trước khi tổ chức tiếp.